# Golofa spatha
Golofa spatha är en skalbaggsart som beskrevs av Roger Paul Dechambre 1989. Golofa spatha ingår i släktet Golofa och familjen Dynastidae. Inga underarter finns listade i Catalogue of Life.